# Sulejman Dibra
Sulejman Dibra (ur. 9 września 1943 w Szkodrze, zm. 19 listopada 2018 w Tiranie)  – albański aktor.

## Życiorys
W 1966 ukończył studia w szkole aktorskiej im. Aleksandra Moisiu w Tiranie. Po ukończeniu studiów przez dwa lata występował na deskach Teatru Migjeni w Szkodrze, a od 1969 w Teatrze Ludowym (alb. Teatri Popullor) w Tiranie. Pracował także jako wykładowca sztuki aktorskiej w Instytucie Sztuk w Tiranie. W latach 1979–1989 kierował działającym w Tiranie Teatrem Estradowym.
Oprócz licznych ról teatralnych ma na swoim koncie także 11 ról w filmach fabularnych. W 1964 był asystentem reżysera Hysena Hakaniego w filmie Toka jonë. Jako aktor filmowy zadebiutował niewielką rólką w filmie „Komisarz Światła” w 1966 r. Uhonorowany przez władze Albanii tytułem Zasłużonego Artysty (alb. Artist i merituar), a w 2006 Orderem Naima Frasheriego 1 kl. Zmarł na atak serca.
W życiu prywatnym żonaty (żona – pianistka Anita Tartari), miał córkę Enę (pianistkę).

## Role filmowe
- 1966: Komisari i drites jako ranny partyzant
- 1968: Prita jako partyzant
- 1969: Njesit gueril jako agent
- 1973: Operacioni zjarri jako Kasket
- 1979: Ne vinim nga lufta jako partyzant
- 1981: Qortimet e vjeshtes jako sprzedawca pieczonych kasztanów
- 1980: Skëterrë '43
- 1983: Nëntori i dytë jako oficer turecki
- 1986: Guri i besës jako ksiądz
- 1990: Balada e Kurbinit jako Kader Herzi
- 1997: Bolero jako włoski właściciel
- 1998: Kolonel Bunker
- 2009: Ne dhe Lenini jako Myrteza
- 2014: Ardit jako Faja
- 2014: Amaneti